# Sangiovese
La sangiovese

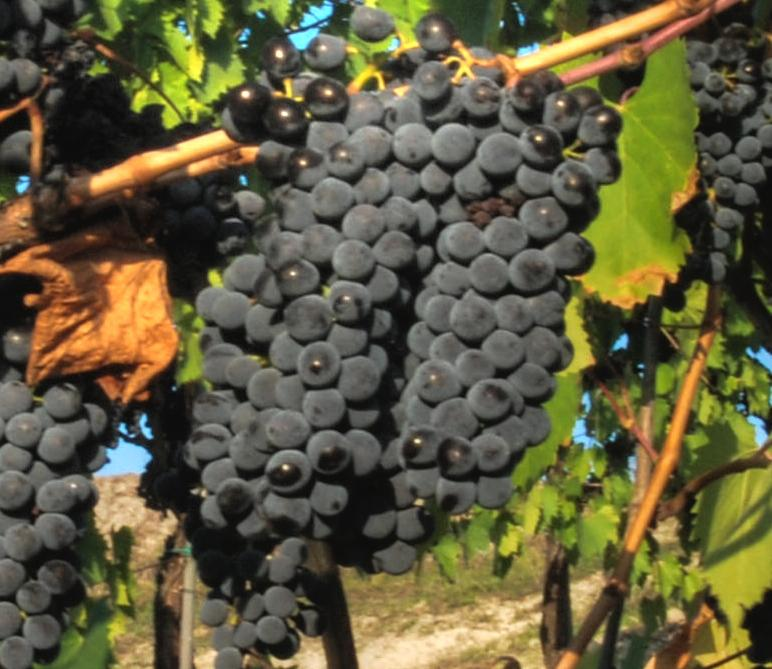
Racimo de sangiovese.

es una variedad de uva tinta de vino. Su nombre deriva del latín sanguis Jovis (la sangre de Júpiter) Es abundante desde el centro al sur de Italia, desde Romaña al Lacio, Campania y Sicilia. Fuera de Italia es más conocida como componente de los vinos de Brunello di Montalcino y Rosso di Montalcino y como componente principal de los vinos multivarietales de Chianti, Carmignano, Montepulciano d'Abruzzo y Vino Nobile di Montepulciano y Morellino di Scansano, aunque también se puede usar para hacer vinos monovarietales, como el Sangiovese di Romagna y el vino Tignanello, del moderno grupo de los Súper Toscanos.
La sangiovese ya era bien conocida en el siglo XVI. El reciente perfil de ADN realizado por José Vouillamoz del Istituto Agrario di San Michele all’Adige sugiere que la ciliegiolo y la calabrese montenuovo son ancestros de la sangiovese. La primera es una variedad antigua muy conocida en la Toscana y la segunda es una variedad casi extinta de Calabria. Hay, al menos, catorce clones de sangiovese, de los cuales el más conocido es la brunello. Se ha clasificado a los clones en sangiovese grosso (lo que incluye a la brunello) y sangiovese piccolo.
Los vinos jóvenes de sangiovese tienen aromas a fresas frescas y un sabor un poco picante. Adquiere fácilmente notas de roble e incluso notas de alquitrán cuando envejece en barrica. Aunque no son tan arómaticos como los pinot noir, cabernet sauvignon y syrah, los vinos de sangiovese suelen tener sabores a cerezas rojas agrias, aromas terrosos y notas de hojas de té. Los vinos de sangiovese tienen un nivel medio-alto de taninos y una alta acidez.

## Historia
Es posible que la sangiovese fuera usada para la elaboración del vino romano. Se ha postulado también que los etruscos tomaron esta vid cuando era salvaje para cultivarla por primera vez, poniendo los primeros viñedos en la Toscana. La traducción literal del nombre de la uva (la "sangre de Júpiter") hace referencia al dios romano Júpiter. Una antigua leyenda dice que el nombre fue acuñado por los monjes de la localidad de Santarcangelo di Romagna, en la actual provincia de Rímini, en la región de Emilia-Romaña, Italia.
El primer documento que menciona a la sangiovese es un escrito de 1590 de Giovanvettorio Soderini (también conocido con el seudónimo de Ciriegiulo). Soderini llama a la uva sangiogheto y dice que esta uva de la Toscana produce vinos muy buenos pero si los productores no tienen cuidado este se puede avinagrar. Aunque no hay pruebas concluyentes de que la sangiogheto sea la sangiovese, muchos historiadores del vino consideran que es la primera mención a esta variedad. No es hasta el siglo XVIII cuando la sangiovese empezó a ganar popularidad a raíz de su difusión por la Toscana, convirtiéndose en una de las uvas más plantadas de la zona junto con la malvasía y la trebbiano.
En 1738, Cosimo Trinci describió a los vinos de sangiovese como excelentes cuando se integraba en vinos multivarietales pero duramente ácidos cuando se trata de vinos monovarietales. En 1883, el escritor italiano Giovanni Cosimo Villifranchi elaboró una descripción similar, señalando que la calidad de los vinos con sangiovese depende de las uvas con las que se mezcla. El enólogo y político Bettino Ricasoli elaboró una de las primeras recetas para vino de Chianti cuando mezcló la sangiovese con una gran cantidad de canaiolo. En los vinos de Chianti, Brunello di Montalcino y Vino Nobile di Montepulciano, la sangiovese experimentó un periodo de popularidad a finales del siglo XIX y a comienzos del siglo XX. En la década de 1970, los productores toscanos empezaron un periodo de innovación introduciendo técnicas modernas para añadir notas de roble y mezclar la uva con variedades no italianas, como la cabernet sauvignon, para crear vinos que fueron etiquetados comercialmente como Súper Toscanos.

### Filiación
En 2004, el análisis de ADN realizado por los investigadores del San Michele All'Adige reveló que la uva es el producto de un cruce entre la ciliegiolo y la cabrese montenuovo. Aunque la ciliegiolo tiene una larga historia ligada a la región de la Toscana, la calabrese montenuovo (que no está relacionada con la uva conocida normalmente como calabrese o nero d'Avola) tiene su origen en el sur de Italia. La calabrese montenuovo probablemente se originó en el sur antes de abrirse camino hasta Campania. Esto significa, esencialmente, que la herencia genética de la sangiovese es mitad de la Toscana y mitad del sur de Italia.
No se sabe a ciencia cierta donde ocurrió el cruce; unos ampelógrafos dicen que ocurrió en la Toscana mientras que otros dicen que ocurrió en sur. Las pruebas que esgrimen los que sostienen la segunda teoría es la proliferación de mutaciones sin semillas de sangiovese, conocida con varios sinónimos, a través de varias regiones del sur de Italia, incluyendo Campania. Se conoce como corinto nero en sus viñedos de Lipari, al norte de Sicilia, y como tuccanese en la región de Puglia. En Campania, la mutación sin semillas de la sangiovese crece en Savello, donde es conocida como nerello; en la localidad de Motta San Giovanni, donde es conocida como nerello campotu y en la localidad de Mandatoriccio, donde es conocida como puttanella.

### Relación con la ciliegiolo

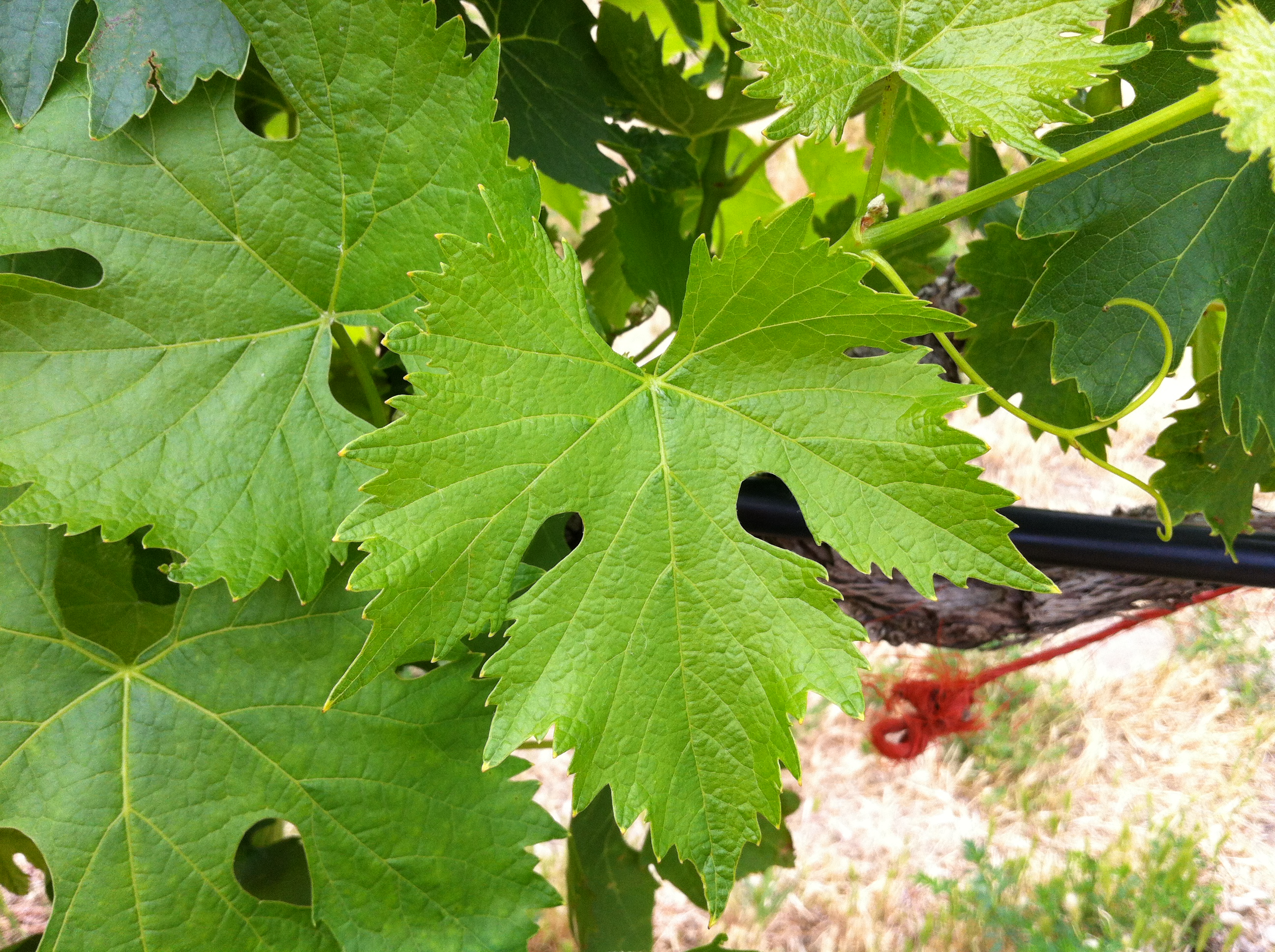
Hojas de sangiovese del viñedo Red Willow del Estado de Washington.

La paternidad de la ciliegiolo y la calabrese montenuovo de la sangiovese se basó en 50 marcadores genéticos y es generalmente aceptada por los ampelógrafos. Algunos escritos sobre vinos han publicado que la ciliegiolo es descendiente (en lugar de ascendiente) de la sangiovese. Esta creencia se basa en un estudio de 2007 de 38 marcadores genéticos que sugieren que la ciliegiolo fue el producto de un cruce entre la sangiovese y la uva portuguesa muscat rouge de Madère que se cultiva en Madeira, en la cuenca del Duero y en otras regiones vinícolas portuguesas. Esta teoría alternativa cuenta con el apoyo de un menor número de marcadores genéticos. El genetista José Vouillamoz y el experto en vino Jancis Robinson discrepan de la misma porque la muscat rouge de Madère no tiene antecedentes en Italia, donde podría haberse cruzado con la sangiovese. Además, aunque en el linaje pudiera haber uvas de la familia moscatel, los vinos de moscatel tienden a tener un sabor característico a esa uva y la ciliegiolo no tiene un perfil de sabores similar. Todo ello hace poco probable que se trate de un descendiente de la muscat rouge de Madère.

### Clones y descendencia
Los comienzos de la investigación ampelográfica tuvieron lugar en 1906 con la obra de Girolamo Molon. Molon descubrió que la uva italiana conocida como sangiovese era, en realidad, un conjunto de variedades clónicas y las clasificó como sangiovese grosso y sangiovesse piccolo. La familia de la sangiovese grosso incluía los clones que crecen en la región de Brunello, así como los clones conocidos como prugnolo gentil y sangiovese di Lamole que se cultivan en la región de Greve in Chianti. La sangiovesse grosso, según Molon, produce vinos de más alta calidad, mientras que las variedades de la familia sangiovese piccolo, que abarca a la mayoría de los clones, producen vinos de menor calidad. A finales del siglo XX, las investigaciones del gobierno italiano y del consorcio Chianti Classico descubrieron que algunos de los clones que producen vinos de mejor calidad se encontraban en la región de Emilia-Romaña y hoy están siendo propagados con los nombres de R24 y T19.
Otro estudio italiano publicado en 2008 mostró una estrecha relación genética en la sangiovese y otras diez variedades de uva italianas: foglia tonda, frappato, gaglioppo, mantonicone, morellino del casentino, morellino del Valdarno, nerello mascalese, tuccanese di Turi, susumaniello y vernaccia nera del Valdarno. Es probable que la sangiovese sea ancestro de estas variedades. Estas variedades están repartidas por diferentes partes de Italia (Apulia, Calabria, Sicilia y Toscana). La genética ha demostrado que la sangiovese es una variedad clave en el árbol genealógico de las variedades de uvas tinta italianas.
Un análisis de ADN de 2001 también sugirió una fuerte relación genética entre sangiovese y los viñedos de la región de Puglia Aleatico, aunque la naturaleza exacta de esta relación aún no se ha determinado.

## Viticultura

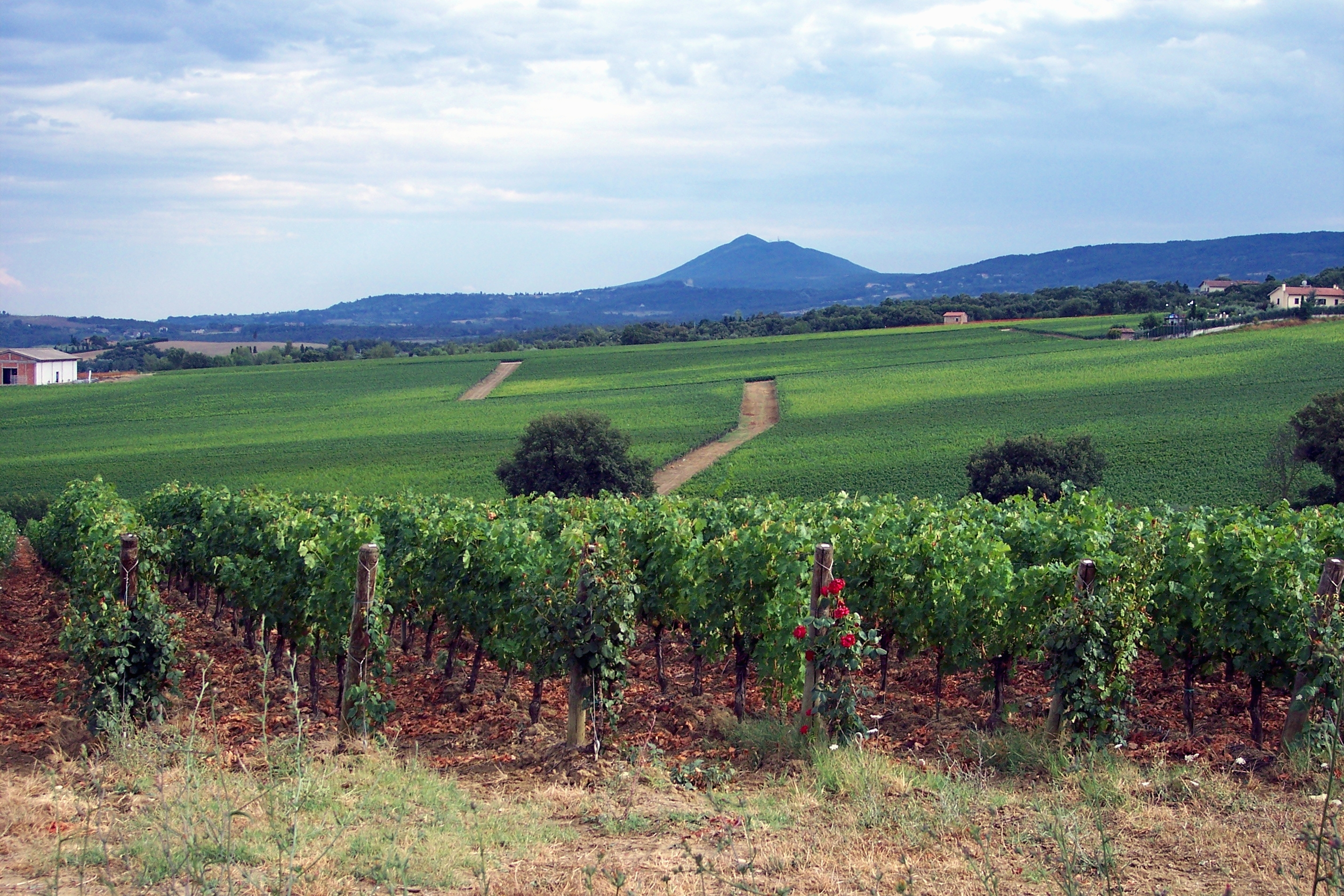
Viñedos de sangiovese en el valle de Orcia, con el monte Amiata al fondo.

La sangiovese se adapta bien a distintos terruños, aunque parece prosperar mejor en suelos con una alta concentración de piedra caliza. En esos suelos tiene el potencial de producir vinos elegantes con aromas fuertes. En la región de Chianti Classico, la vid de sangiovese se nutre de un terruño de esquisto y arcilla muy frágil conocido como galestro. En la región de Montalcino, hay muchos suelos con gran cantidad de caliza (llamados alberese) junto a suelos galestro. Las zonas vinícolas sonde se produce vino de Chianti sin denominación o genérico son sobre todo arcillosas. Los vinos de alta calidad de esta variedad suelen producirse con uvas de terruños alberese y gaestro.
La vid brota temprano y madura tarde. La uva necesita suficiente calor para madurar completamente, pero el exceso de calor puede hacer que sus sabores disminuyan. Las cosechas en Italia han sido tradicionalmente el 29 de septiembre y en la actualidad tienen lugar de mediados a finales de octubre. Una temporada de crecimiento más larga hace que las uvas desarrollen más riqueza y cuerpo. No obstante, en añadas más frescas esto puede dar lugar a que las uvas tengan altos niveles de acidez y un carácter duramente tánico. En regiones propensas a lluvias en octubre (como algunas zonas de la Toscana) hay un riesgo de pudrición debido a la fina piel de la uva sangiovese. En otras áreas, tales como las secas del valle de Columbia AVA del estado de Washington, la uva resiste bien la sequía y requiere poco riego.
Para obtener vinos de mejor calidad, deben controlarse los rendimientos ya que la vid es muy vigorosa y tiene tendencia a la sobreproducción. En Chianti, los productores más cuidadosos con la calidad limitan sus rendimientos a 1,5 kg de frutos por planta. El vino elaborado con vides de alto rendimiento tiende a producir vinos con un color muy luminoso, alta acidez y menos alcohol, que son propensos a oxidarse antes de tiempo debido a una menor concentración de taninos y antocianinas (antioxidantes). Las uvas completamente desarrolladas suelen tener unos 19 mm de largo por 17 mm de ancho, con un promedio de peso de 3 gramos.
Los suelos con baja fertilidad son ideales y ayudan a controlar el vigor de la vid. La plantación de vides en altas densidades con el fin de frenar el vigor puede tener el efecto adverso de aumentar el follaje y la limitación de la cantidad de luz solar directa que llega a la uva, que es necesaria para que las uvas maduren. Los avances para la obtención de vinos de mejor calidad y para la comprensión de las características de los diferentes clones de sangiovese ha llevado a la identificación y propagación de los mejores clones. Aunque en el pasado se habían favorecido a los clones que daban mayores rendimientos, en la actualidad se está prestando más atención a la búsqueda de clones que se adapten a cada sitio y en el control de la vigorosidad.

## Vinificación
La alta acidez, el cuerpo y el color claro de la sangiovese pueden presentar problemas en la vinificación. La uva también carece de algunos de los colores que crean compuestos fenólicos conocidos como antocianinas aciladas. Los enólogos modernos han ideado muchas técnicas tratando de encontrar formas de añadir cuerpo y textura a la sangiovese, que van desde el uso de uvas que proceden de vides de muy bajo rendimiento, a ajustar la temperatura y la duración de la fermentación, y al empleo de una amplia variedad de tratamientos con roble. Una técnica usada históricamente ha sido la de la mezcla de la sangiovese con otras variedades con el fin del complementar sus cualidades atractivas y compensar algunos de sus puntos débiles. Los multivarietales con sangiovese de Chianti tienen una larga tradición. En esas mezclas se emplean las uvas canaiolo, ciliegiolo, mammolo, colorino e incluso uvas de vino blanco como la trebbiano y la malvasía. Desde finales del siglo XX se ha hecho habitual la mezcla con las uvas de Burdeos, sobre todo la cabernet sauvignon. No obstante, en algunas DOC o DOCG italianas hay restricciones de otras variedades que se pueden mezclar con sangiovese. Por ejemplo, en el vino de Chianti el límite de cabernet es del 15%.
Otras técnicas utilizadas para mejorar la calidad del vino de sangiovese son la ampliación del periodo de maceración, de entre 7-12 a 3-4 semanas, para dar más tiempo al mosto para lixiviar fenoles de las pieles de la uva. Transferir el vino durante la fermentación a nuevas barricas de roble para la fermentación maloláctica da una mayor polimerización de los taninos y contribuye a que sea más suave y redondo en boca. Además, la sangiovese ha demostrado ser una "esponja" que absorbe el sabor a vainilla, y otros, del roble de la barrica. Para envejecer el vino algunos productores modernos usan barricas de roble francés, pero hay una larga tradición de usar grandes barricas Botti de roble, con capacidad para unos 5 o 6 hectólitros de vino. Algunos productores tradicionales siguen utilizando sus viejas barricas de castaño en sus bodegas.

## Regiones vinícolas

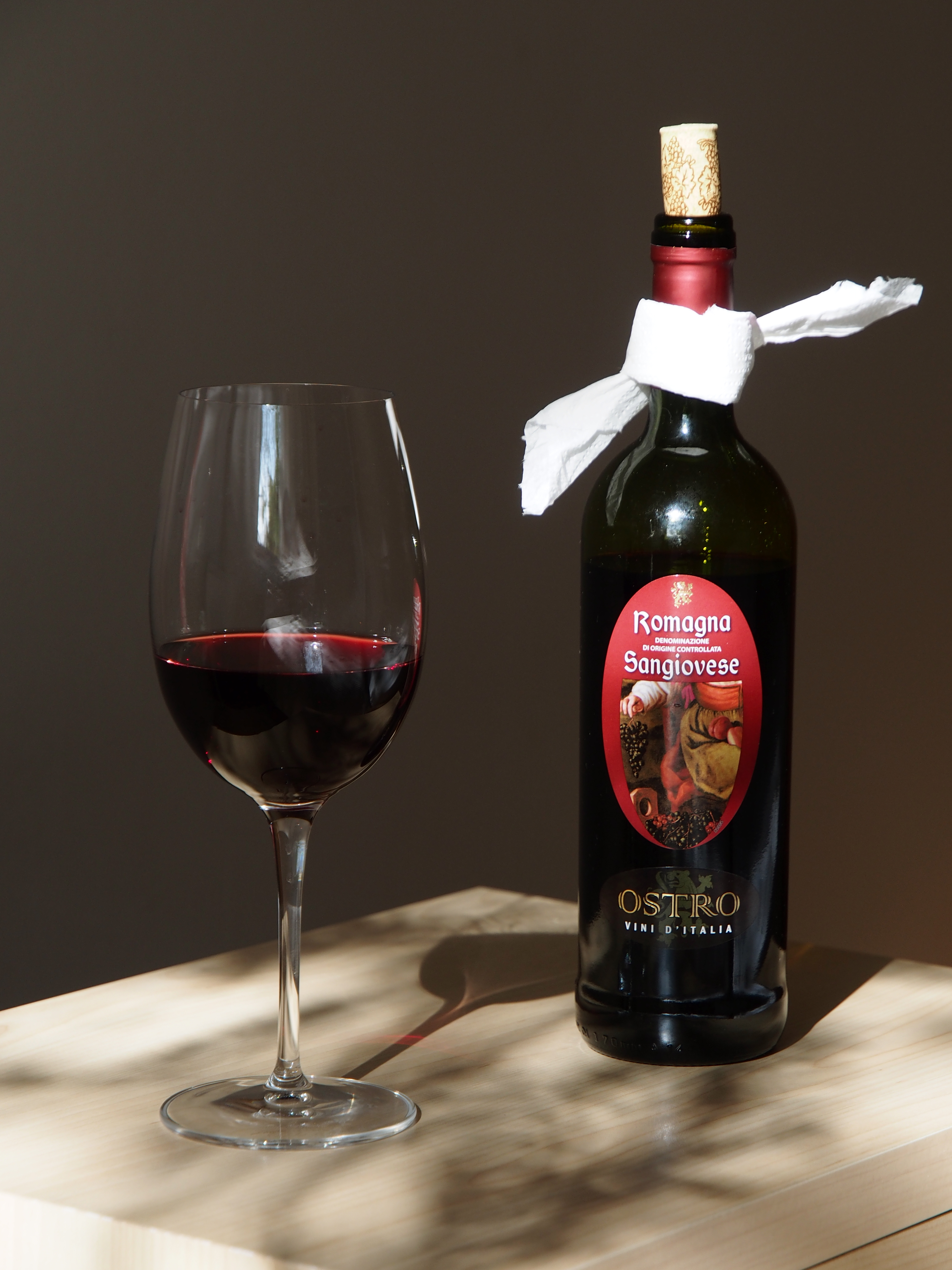
Vino de sangiovese.

Aunque hay plantaciones de sangiovese en todo el mundo, la tierra natal de esta uva es el centro de Italia. Desde ahí, la uva se llevó a Norteamérica y a Sudamérica por los inmigrantes italianos. 
Logró gran popularidad en la región de Mendoza, Argentina, donde, junto a otras muy populares variedades italianas como la ancellotta y bonarda, se suele emplear para hacer cortes con malbec. En esta región se han llegado a elaborar tales ejemplares que fueron incluso hasta homologables con los de la Toscana. Dentro de Mendoza, es muy probable encontrarlo en Luján de Cuyo, concretamente en Agrelo, trabajado por varias bodegas importantes como Escorihuela Gascón y Las Perdices, y Valle de Uco, sobre todo en la indicación geográfica de La Consulta. También se puede ver en menor escala fuera de Mendoza, en las provincias de San Juan y La Rioja.  
En California, la uva ganó popularidad a finales de la década de 1980, con el movimiento de productores Cal-Ital. Los productores Cal-Ital buscaban un vino alternativo a los franceses de cabernet sauvignon, merlot y pinot noir.
Aunque hubo más de 100.000 hectáreas de sangiovese en Italia en 1990, las plantaciones de la uva empezaron a disminuir. A comienzos del siglo XXI Italia seguía siendo el principal productor de sangiovese, con 69,790 hectáreas plantadas en el año 2000, sobre todo en Toscana, Emilia-Romaña, Sicilia, Abruzzo y las Marcas. Argentina estaba justo después, con 2804 ha, seguida de Rumanía con 1700, de Córcega (Francia) con 1663, de California con 1371 ha y de Australia con 440 ha.

### Italia
En Italia, la sangiovese es la variedad de uva tinta más plantada. Se trata de una variedad recomendada oficialmente en 53 provincias y su cultivo está autorizado en otras 13. Representa aproximadamente el 10% de todos los viñedos de Italia, habiendo más de 100.000 ha que abarcan a muchos clones de esta uva. A lo largo de Italia se la ha conocido bajo una gran variedad de sinónimos, incluyendo los de brunello, morenillino, nielluccio y prugnolo gentil. Es la uva principal de los vinos más populares de la Toscana, y la única variedad empleada para el vino Brunello di Montalcino, así como el componente principal de los vinos de Chianti, el Vino Nobile di Montepulciano y muchos de los Súper Toscanos. Fuera de la toscana, se encuentra en todo el centro de Italia. Tiene un importante papel en las DOCG de Umbría Monferrato Sagrantino secco y Torgiano Rosso Riserva, en la DOCG Conero y las DOC Lazio y Rosso Piceno de las Marcas. También hay plantaciones significativas de sangiovese fuera del centro italiano en Lombardía, Emilia-Romaña, Valpolicella e incluso en el sur de Campania y de Sicilia.
El color oscuro y la característica afrutada de la cabernet sauvignon combina muy bien con la sangiovese pero esta mezcla está prohibida en muchas DOC italianas. En la década de los 70, los Súper Toscanos empezaron a elaborarse sin las indicaciones de las DOC y se etiquetaban simplemente como "vino da tavola" (vino de mesa). Esto produjo que los productores pidieran una mayor flexibilidad en las normas de las DOC. La primera DOC a la que se le permitió mezclar cabernet sauvignon con sangiovese fue la de Carmignano en 1975, pero hasta finales del siglo XX esta mezcla no estaba permitida en la mayoría de las principales regiones vinícolas toscanas.

#### Toscana
Desde principios hasta mediados del siglo XX, no se valoraba especialmente al vino de Chianti. Las regulaciones de la DOC estipulaban que las relativamente insulsas trebbiano y malvasía necesitaban, al menos, ser un 10% de la mezcla, lo que hace que se diluya la acidez y los sabores. Algunas bodegas traían en camiones vino con más cuerpo y estilo amermelado de Sicilia y Apulia para añadir color y alcohol a las mezclas. Esta práctica ilegal apenas mejoró la calidad del vino de Chianti. Desde la década de 1970 hasta la década de 1980 se redescubrió la calidad de la uva sangiovese. Los enólogos aspiraron a cambiar las regulaciones de las DOC para que permitiera vinos 100% sangiovese o una mezcla de "Super Toscana" con variedades de Burdeos como cabernet y merlot.
Hoy en día existe una amplia gama de vinos de Chianti que reflejan la influencia enológica de la sangiovese. La sangiovese tradicionalmente tiene notas herbáceas, a guinda y notas amargas, mientras que los vinos modernos influenciados por las variedades de Burdeos tienen más sabores a ciruela, mora, especias y vainilla del roble. Los lugares ideales para estos viñedos están en las laderas sur y suroeste a altitutdes de entre 150-550 metros. En general, la sangiovese no madura tan fácilmente en Chianti como lo hace en las regiones de Montalcino y Maremma, más al sur. Esto se debe a que las temperaturas nocturnas más frescas y la alta propensión a las precipitaciones en septiembre y octubre pueden influir en el momento de la cosecha.
A comienzos del siglo XIX, un granjero local llamado Clemente Santi aisló ciertas plantaciones de sangiovese para producir un vino monovarietal con el propósito de envejecerlo durante un gran periodo de tiempo. En 1888, su nieto Ferruccio Biondi-Santi (un soldado veterano que había luchado bajo el mando de Guiuseppe Garibaldi durante el Resurgimiento) lanzó al mercado la primera versión "moderna" del Brunello di Montalcino, que había sido envejecido durante más de una década en grandes barricas de madera. A mediados del siglo XX los críticos y los consumidores ansiaban adquirir este monovarietal de sangiovese. La región de Montalcino parece tener las condiciones ideales para la maduración de la sangiovese, pudiendo madurar completamente incluso en las laderas orientadas hacia el norte. Las laderas orientadas hacia el norte de Montalcino pueden producir vinos de sangiovese más ligeros y elegantes que los realizados en las laderas del sur y del suroeste de otros lugares.
A finales del siglo XX y a comienzos del XXI, la región de la Maremma, en el sureste de la Toscana, ha sido receptora de muchas inversiones y la vida de la región está ligada al vino. Esta área es relativamente cálida y la uva tiene una corta temporada de crecimiento. La sangiovese que crece en Maremma puede desarrollar muchas características pero no tiene potencial para producir vinos con mucho grado alcohólico ni con suficientes compuestos aromáticos.

#### Fuera de la Toscana
La sangiovese es la uva con la que más se trabaja en el centro de Italia, donde se produce vino para todos los días y vinos de calidad premium en una gran variedad de estilos (vinos tintos, rosados, el vino dulce passito, semi-espumosos, espumosos y el vino de postre Vin Santo). En el norte de Italia, esta uva es una variedad menor y tiene dificultades para madurar por completo al norte de Emilia-Romaña. En el sur, es usada sobre todo como componente de mezcla con las uvas locales como son la primitivo, la montepulciano y la nero d'Avola.
En Romaña, la uva es llamada sangiovese di Romagna y es plantada ampliamente en el este de Bolonia. Al igual que en la vecina Toscana, la sangiovese de Romaña ha producido naturalmente una gran variedad de clones que pueden producir un amplio rango de vinos de distintas calidades; de muy pobres a muy finos. Los viticultores han trabajado con vides de romagna para producir nuevas variedades clónicas de alta calidad (destacando los clones R24 y T19).
La sangiovese de Romaña se adapta bien a diferentes terruños y produce vinos más ricos, con más cuerpo y más tánicos en las provincias de Forli y Rávena, y vinos más ligeros y afrutados en los entornos de Bolonia y las Marcas. La uva parece producir el vino de mayor calidad en los suelos de piedra arenisca y arcilla de las colinas del sur de la Vía Emilia, cerca de los Apeninos, que está incluida en la DOC Sangiovese di Romagna. Las cálidas temperaturas de su verano ayudan a que la sangiovese madure por completo. La DOC Sangiovese di Romagna incluye 17.500 ha de viñedos que producen unos 130.000 hectólitros de vino al año.

### Otras regiones de Europa y este del Mediterráneo
En Francia, aunque algunos productores de Languedoc están experimentando con la variedad, la sangiovese tiene una larga historia en la isla de Córcega, donde se la conoce como nielluccio. La uva fue traída a la isla entre los siglos XIV y XVIII, cuando estaba gobernada por la República de Génova. Allí es mezclada a menudo con la sciaccarello y está permitida en varias Appellation d'Origine Contrôlée (AOC). Destaca en la región corsa de Patrimonio, donde se usa para hacer vinos tintos y rosados. En 2008 había 1319 hectáreas de sangiovese en Córcega.
En Grecia, los productores de Drama, en Macedonia Oriental y Tracia, están experimentando con Súper Toscanos de sangiovese y de cabernet sauvignon envejecidos en barricas de roble. Se pueden encontrar más plantaciones de sangiovese en Israel, Malta, Turquía y Suiza.

### Estados Unidos y Canadá
Los inmigrantes italianos llevaron la sangiovese a California a finales del siglo XIX. Nunca se consideró muy importante hasta que el éxito de los Súper Toscanos en la década de 1980 estimuló un nuevo interés en la uva. En 1991, había cerca de 81 hectáreas sembradas con sangiovese. En 2003, ese número se elevó a 1200 ha con plantaciones en todo el estado, sobre todo en el valle de Napa, en el condado de Sonoma, en San Luis Obispo, Santa Bárbara y el condado de Sierra.  Sin embargo, en los últimos años las plantaciones de la variedad se han reducido a las 790 ha en 2010.
Los primeros resultados de finales del siglo XX no fueron muy prometedores para los productores de California. La pobreza del terruño, los clones escogidos y el exceso de exposición al sol de los viñedos derivó en vinos que tenían muy poco en común con los de la Toscana. La familia Antinori, propietaria de los viñedos Atlas Peack de la AVA Atlas Peak, en el entorno del valle de Napa, descubrió que la intensidad del sol en California podría hacer a la sangiovese más pobre. En la actualidad, los vinos de sangiovese californianos tienden a ser más afrutados que los de la toscana y cuentan con lgunas notas florales. En los últimos años se han centrado en mejorar los viñedos y en la selección clonal, así como en dejar más tiempo de desarrollo a las vides para aumentar su calidad.
En el estado de Washington, uno de los primeras plantaciones de sangiovese fue el viñedo Red Willow en el AVA valle de Yakima.
En la actualidad, los productores están buscando localizaciones que puedan aumentar la calidad de la sangiovese para realizar vinos monovarietales. Estas plantaciones jóvenes están en áreas como el AVA Walla Walla, AVA Naches Heights y el valle de Yakima. Producen vinos con sabores picantes y cereza agria, así como notas a anís, rosella roja y hojas de tabaco. Al igual que en California, las plantaciones de sangiovese de Washington han disminuido en los últimos años, hasta llegar a las 185 ha en 2011.
Otras áreas de los Estados Unidos con plantaciones considerables de sangiovese son las AVAs del valle de Rogue y Umpqua en Oregón, Monticello en Virginia y el Texas Hill Country de Texas.
En Canadá, hay menos de 10 ha de sangiovese, muchas de ellas en Ontario, aunque algunos productores de Niagara-on-the-Lake están experimentando con vino de hielo de esta variedad. También se pueden encontrar pequeñas cantidades de esta uva en la Columbia Británica.

### Otras regiones del Nuevo Mundo
Los inmigrantes italianos introdujeron la vid sangiovese en Argentina entre finales del siglo XIX y comienzos del siglo XX. Los primeros lugares donde se plantó y los clones escogidos no fueron los ideales y, al igual que en California y en Australia, los esfuerzos se han centrado en la búsqueda de los mejores clones para emplearlos en los lugares adecuados. La uva no es ampliamente cultivada en Argentina y la que hay se emplea, sobre todo, para la exportación. En 2008 había 2.319 ha de sangiovese, la mayoría en la región vinícola de Mendoza, aunque hay otras plantaciones en las provincias de La Rioja y San Juan.
En la cordillera de los Andes, los productores chilenos han estado exprimentando con plantaciones de esta variedad, de la que había 124 ha en 2008. Brasil tenía 25 ha de esta variedad en 2007. La industria vinícola mexicana ha empezado recientemente a plantar esta vid.
La sangiovese se ha popularizado en Australia, donde fue introducida por la Commonwealth Scientific and Industrial Research Organisation  (CSIRO) a finales de la década de 1960. Durante muchos años, ese clon (H6V9) importado desde la Universidad de California en Davis fue el único disponible en Australia. La primera gran plantación de esta uva tuvo lugar en la década de 1980 cuando Penfolds expandió su viñedo Kalimna, en el valle de Barossa. La disponibilidad de clones aumentó (en la actualidad hay 10 disponibles desde 2011), y las plantaciones de sangiovese eran de 517 ha en 2008.
En Nueva Zelanda, el primer vino monovarietal de sangiovese salió al mercado en 1998 y en la actualidad hay 6 ha de la uva plantadas sobre todo en North Island, en el entorno de Auckland. En 2008 había 63 ha de sangiovese, concentradas sobre todo en Stellenbisch y Darling. En Sudáfrica hay 10 bodegas que producen sangiovese.

## Vinos
Los vinos de sangiovese tienden a exhibir la acidez natural de la uva así como un nivel moderado de taninos y un color claro. Las mezclas pueden producir añadir carácter o calidad al vino. La naturaleza dominante de la cabernet puede causar una influencia desproporcionada a un vino de mezcla, cubriendo las características de la sangiovese con sus características de cereza, grosella negra, mora y ciruela. Incluso con un 4 o 5% de cabernet sauvignon se puede cubrir a la sangiovese si su característica afrutada no es alta. A medida que el vino de cabernet y sangiovese envejece, algunos de los sabores dominantes de la cabernet se pueden suavizar y pueden revelarse más características de la sangiovese.
El vino tiene características diferentes dependiendo de la región. El vino toscano de sangiovese tiene notas agridulces, a cereza, a violetas y a té. Cuando son jóvenes, los sangiovese toscanos pueden tener cierto sabor a tomate, lo que acentúa su característica herbácea. Los sangiovese californianos tienden a tener más sabores a frutas rojas con un picante similar al de zinfandel o a frutas oscuras dependiendo de la proporción de caberenet con la que se mezcle. Los sangiovese argentinos tienen unas características de los vinos toscanos y de california, con sabores a frutas rojas y alguna nota amarga.
Los vinos a base de sangiovese tienen potencial para envejecer pero la inmensa mayoría tienden a consumirse jóvenes. Los vinos con más capacidad de envejecimiento son los Súper Toscanos y el Brunello di Montalcino, que pueden envejecer durante más de 20 años si son de buenas añadas. Estos ejemplares premium necesitan de 5 a 10 años. Los vinos potencialmente más ligeros Vino Nobile di Montepulciano, Carmignano y Rosso di Montalcino tienden a servirse antes (a los 5 años de edad) pero caducan antes, a los 8 o 10 años. El potencial de envejecimiento del Chianti es altamente variable, dependiendo del productor, de la calidad de la cosecha y de la sub-zona de Chianti en la que se produce. El vino de Chianti más básico suele consumirse 3 o 4 años después de la cosecha mientras que los mejores ejemplos de Chianti Classico Riserva pueden envejecer durante más de 15 años. El sangiovese del Nuevo Mundo se consume antes, unos 3 o 4 años tras la cosecha, habiendo algunos ejemplos básicos de sangiovese argentino que solamente tienen potencial para mejorar un año en botella.

## Acompañamiento de comidas
La alta acidez del sangiovese y su nivel de alcohol moderado lo hacen un buen acompañante de platos italianos con salsa de tomate, como la pizza y la pasta, sobre todo en los vinos basados en sangiovese de Chianti. Los vinos monovarietales de sangiovese o aquellos de sangiovese con una pequeña cantidad de cabernet sauvignon pueden acompañar a platos blandos como pastel de carne y pollo asado.  También acompaña bien a platos condimentados con albahaca, tomillo y salvia por las notas herbáceas de la uva. Los vinos de sangiovese que han sido tratados con roble pueden acompañar bien a comida a la parrilla o ahumada. Si en un vino de mezcla con sangiovese la cabernet, la merlot o la syrah imponen sus características el vino pasa a acompañar mejor platos como filetes, sopas espesas como la ribollita, purés y sopa de alubias.

## Sinónimos
A lo largo de los años, la sangiovese se ha conocido bajo una gran variedad de sinónimos, muchos de los cuales se han asociado con clones concretos de la uva. Entre los sinónimos reconocidos para la uva están: brunelletto (en la región toscana de Grosseto), brunello, brunello di Montalcino, cacchiano (en la Toscana), calabrese (en la Toscana), cardisco, chiantino (en la Toscana), cordisio, Corinto nero (en la isla de Lipari, en Calabria), dolcetto precoce, guarnacciola (en la región de Benevento, Campania), ingannacane, lambrusco mendoza, liliano (en la Toscana), maglioppa, Montepulciano, morellino, morellone, negrello (en Calabria), negretta, nerello (en Sicilia), nerello campotu (en Calabria), nerino, niella (en Corsica), nielluccia, nielluccio (en Corsica), pigniuolo rosso, pignolo, plant romain, primaticcio, prugnolo, prugnolo dolce (en la Toscana), prugnolo di Montepulciano, prugnolo gentile, prugnolo gentile di Montepulciano, puttanella (in Calabria), riminese, rosso di Montalcino, san Gioveto, san Zoveto (en la Toscana), sancivetro, sangineto, sangiogheto (en la Toscana), sangiovese dal cannello lungo, sangiovese di Lamole, sangiovese di Romagna, sangiovese dolce, sangiovese gentile, sangiovese grosso, sangiovese nostrano, sangiovese piccolo, sangiovese toscano, sangioveto (en la Toscana), sangioveto dell'Elba, sangioveto dolce, sangioveto grosso, sangioveto montanino, sanvincetro, sanzoveto, tabernello, tignolo, tipsa, toustain (en Argelia), tuccanese (en Puglia), uva abruzzi, uva tosca, uvetta, uva brunella, uva canina, vigna del Conte (en Calabria) y vigna maggio (en la Toscana).